# Dodekahydroxycyklohexan
Dodekahydroxycyklohexan je organická sloučenina se vzorcem C6(OH)12. Jedná se o šestinásobný geminální diol odvozený od cyklohexanu, lze jej také považovat za šestinásobný hydrát cyklohexanhexonu (C6O6).

## Dihydrát
Dihydrát dodekahydroxycyklohexanu, C6(OH)12·2H2O, lze zkrystalizovat z methanolu jako bezbarvou pevnou látku, která se za teplot okolo 100 °C rozkládá.

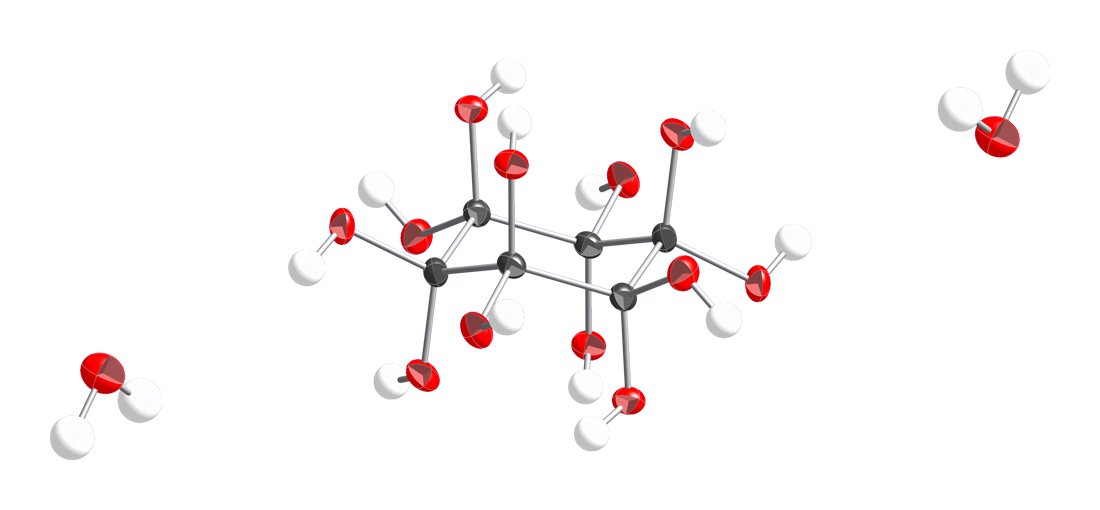
Model molekuly dihydrátu dodekahydroxycyklohexanu

Tato látka byla poprvé připravena v roce 1862 oxidací benzenhexolu (C6(OH)6) nebo tetrahydroxy-1,4-benzochinonu (C6(OH)4O2) a popsána v roce 1885, dlouho se ale předpokládalo, že je produktem hydrát hexaketocyklohexanu (C6O6·8H2O), stále se však označuje jako oktahydrát cyklohexanehexonu, oktahydrát hexaketocyklohexanu nebo trichinoyloktahydrát. Jeho skutečná struktura byla navržena v 50. letech, ale potvrzena (rentgenovou difrakcí) až roku 2005.